# Andrej Semjonov
Andrej Aleksejevitj Semjonov (ryska: Андрей Алексеевич Семёнов), född den 16 augusti 1977, är en rysk före detta friidrottare som tävlade i kortdistanslöpning.
Semjonov deltog vid två mästerskap. Vid inomhus-VM 2001 blev han utslagen i försöken på 400 meter. Vid samma mästerskap blev han däremot silvermedaljör på 4 x 400 meter. 
Nästa mästerskap var EM i München 2002 där han tog sig vidare till semifinalen på 400 meter, men slutade sjua och tog sig inte vidare. Även denna gång blev han silvermedalör i stafetten på 4 x 400 meter.

## Personliga rekord
- 400 meter - 45,85